# Джанис Джоплин
Джанис Лин Джоплин (на английски: Janis Lyn Joplin) е американска певица.
С характерния си глас тя е една от най-популярните блус рок и психеделик рок изпълнители. Става известна в края на 1960-те като основния вокалист на психеделичната-асид рок група Биг Брадър енд дъ Холдинг Къмпани, а после и със самостоятелната си работа с бек групите Козмик Блус Бенд и Фул Тилт Буги Бенд. Тя нашумява на Поп фестивала в Монтерей, и се превръща във водеща атракция на фестивала Удсток. Пласира пет сингъла, като други нейни популярни песни от четиригодишната ѝ кариера включват „Down On Me“, „Summertime“, „Piece Of My Heart“, „Ball 'n' Chain“, „Maybe“, „To Love Somebody“, „Kozmic Blues“, „Work Me, Lord“, „Cry Baby“, „Mercedes Benz“, както и единственият ѝ хит номер едно „Me And Bobby McGee“. Добре позната е с вокалните си умения, а почитателите ѝ определят сценичното ѝ присъствие като „наелектризиращо“. Когато е на върха на кариерата си, тя става известна като „Кралицата на психеделичния соул“; но за приятелите ѝ тя е просто Пърл ('перла'). Освен музикант, тя е художник, танцьорка и музикален аранжор. Списание Ролинг Стоун я поставя под номер 46 в класацията си „100-те най-велики творци за всички времена“ през 2004 г., както и под номер 28 на класацията „100-те най-велики певци на всички времена“. През 1995 влиза в Рокендрол зала на славата.

## Биография
Родена е в болницата „Сейнт Мери“ в Порт Артър, Тексас на 19 януари 1943 г. Тя е дъщеря на Сет Уърд Джоплин и Дороти Бонита Ийст. Баща ѝ е инженер във фирмата Тексако. Джанис има по-малка сестра – Лора и по-малък брат Майкъл.
Като тийнейджър подпомага група от бездомници, състояща се от Джим Лангдъм и Грант Лайънс. С втория пее блус за първи път. По това време Джанис слуша изпълнители като Лийдбели, Беси Смит, Одета и Биг Мама Торнтън и пее в местния хор.
Завършва гимназия през 1960 и посещава Университета в Остин, Тексас, но не завършва. През 1963 година се премества да живее в Сан Франциско. През 1969 година участва във фестивала Удсток.
На 4 октомври 1970 е намерена мъртва в Лендмарк хотел в Холивуд. Официалната версия за смъртта ѝ е приемане на прекалено голямо количество хероин и уиски.

## Дискография
Джанис Джоплин и Джорма Кауконен:
- The Typewriter Tape (1964, bootleg recording)

С „Биг Брадър енд дъ Холдинг Къмпани“:
- Big Brother & the Holding Company (1967, Mainstream Records)
- Big Brother & the Holding Company (1967?, Columbia) Съдържа 2 допълнителни песни
- Big Brother & the Holding Company (1967, CD 1999 Columbia Legacy CK66425) Съдържа 2 допълнителни песни.
- Cheap Thrills (1968, Columbia)
- Cheap Thrills (1968, CD 1999 Legacy CK65784) Съдържа 4 допълнителни песни
- Live at Winterland '68 (1998, Columbia Legacy)

С „Козмик Блус Бенд“:
- I Got Dem Ol' Kozmic Blues Again Mama! (1969, Columbia)
- I Got Dem Ol' Kozmic Blues Again Mama! (1969, CD 1999 Legacy CK65785) Contains 3 extra tracks.

С „Фул Тилт Буги Бенд“:
- Pearl (издаден посмъртно, 1971, Columbia)
- Pearl (издаден посмъртно, 1971, CD unknown date Columbia CD64188)
- Pearl (издаден посмъртно, 1971, CD 1999 Legacy CK65786) Съдържа 4 допълнителни песни.
- Pearl (издаден посмъртно, 1971, 2CD 2005 Legacy COL 515134 2) В 2 диска. Диск 1 съдържа 6 допълнителни песни, диск 2 съдържа избрани парчета от „Дъ Фестивал Експрес Тур“.

Заедно с „Биг Брадър енд дъ Холдинг Къпани“ и „Фул Тилт Буги Бенд“:
- In Concert (1972, Legacy CK65786)

Компилации:
- Janis Joplin's Greatest Hits – Columbia 1972
- Janis – Columbia Legacy 1975 – 2 диска
- Anthology – 1980
- Farewell Song – 1982
- Cheaper Thrills – 1984
- Janis – 3 discs 1993
- Essential Songs – Columbia Legacy 1995
- The Collection – 1995
- Live at Woodstock: August 19, 1969 – 1999
- Box of Pearls – Sony Legacy 1999
- Super Hits – 2000